# سامسونج إن إكس

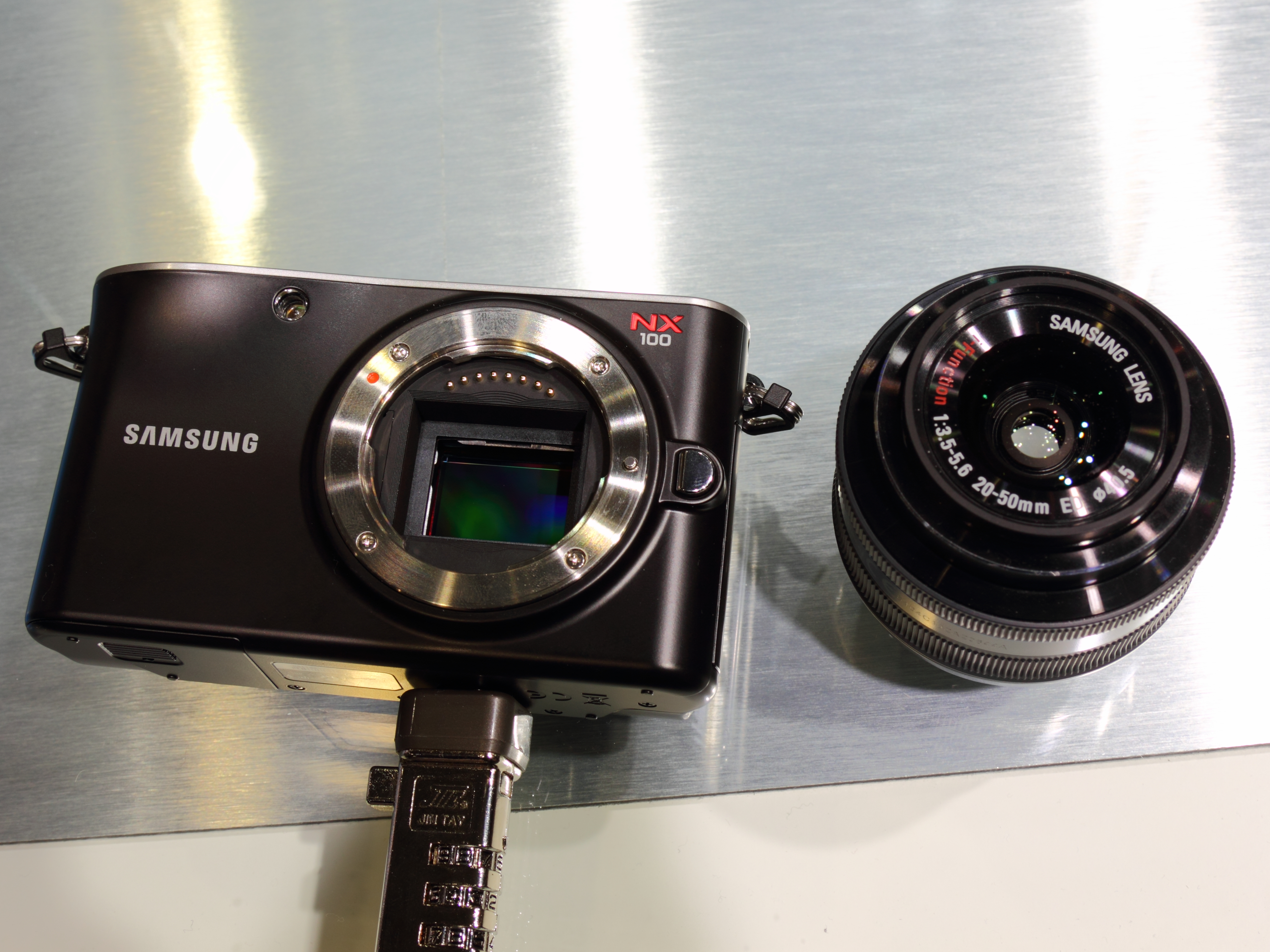

سامسونج إن إكس (بالإنجليزية: سامسونج NX) جيل العدسة المُستخدم في سلسلة كاميرات إن إكس القابلة لتبديل المرايا، أنشأتها سامسونج، يُشار إلى الاسم بـ«الكاميرات الرقمية الهجينة» بسبب أن سمات الكاميرا منقولة من دي إس إل إر والكاميرات المدمجة